# Eutòpia
Eutòpia è il tredicesimo ed ultimo album in studio della rock band italiana Litfiba, pubblicato l'11 novembre 2016.

## Descrizione
Si tratta del secondo album di inediti pubblicato dopo la reunion Pelù - Renzulli, annunciata nel dicembre del 2009, e assieme ai precedenti Stato libero di Litfiba (2010) e Grande nazione (2012) completa una trilogia che ha come tema portante lo Stato.
Nella formazione, oltre al "nucleo" Pelù-Renzulli, è presente Ciccio Li Causi al basso, reclutato durante il Tetralogia degli elementi Tour del 2015, Luca Martelli alla batteria, in formazione dal Trilogia 1983-1989 Tour del 2013 (entrambi accompagnarono Pelù durante il tour solista del 2014), mentre alle tastiere si sono alternati lo storico collaboratore Fabrizio Simoncioni, Nicolò Fragile e gli ex membri dei Litfiba Antonio Aiazzi, Gianluca Venier e Federico Sagona.
Anticipato dal singolo L'impossibile, durante la settimana precedente all'uscita è stato proposto al pubblico, in anteprima assoluta, nelle trasmissioni radiofoniche di Virgin Radio Italia.
L'album ha debuttato alla posizione numero 3, dopo poco più di un mese è stato certificato disco d'oro e per sei mesi consecutivi è rimasto in classifica. Il vinile è rimasto per due settimane consecutive al primo posto in classifica. L'album è stato pubblicato sia in formato CD che download digitale, nonché come doppio vinile. Per quest'ultima versione sono state aggiunte alla lista due tracce bonus strumentali: Tu non c'eri (con base di partenza il sound di Straniero), scritta da Piero Pelù e colonna sonora dell'omonimo film breve scritto  da  Erri De Luca con la regia di Cosimo Damiano Damato,  nel quale il cantante appare fra i protagonisti, e La danza di Minerva (con base di partenza il sound di L'impossibile), scritta da Ghigo Renzulli. Del vinile ne esistono due versioni: un'edizione limitata trasparente, disponibile solo in preordine su Amazon nelle settimane antecedenti la pubblicazione e ormai esaurita, e quella classica di colore nero, per la normale vendita in negozio.
Il 6 gennaio 2017 esce Straniero, secondo singolo estratto dall'album, e il 10 marzo il terzo singolo, Maria Coraggio.
Maria Coraggio è dedicato alla vittima di 'ndrangheta Lea Garofalo, In nome di Dio alla strage del Bataclan di Parigi avvenuta il 13 novembre 2015, Gorilla go a Edward Snowden, Intossicato alla grave situazione nella Terra dei fuochi e La danza di Minerva a Carlo Ubaldo Rossi.

## Tracce
Testi di Piero Pelù, musiche di Piero Pelù e Ghigo Renzulli eccetto dove indicato.
1. Dio del tuono – 3:21
2. L'impossibile – 4:16
3. Maria Coraggio – 3:54
4. Santi di periferia – 3:36
5. Gorilla go – 3:32
6. In nome di Dio – 4:57
7. Straniero – 4:50
8. Intossicato – 4:32
9. Oltre – 3:26
10. Eutòpia – 6:11

Vinile
1. La danza di Minerva (strumentale) (musica: Ghigo Renzulli)
2. Tu non c'eri (strumentale) (musica: Piero Pelù)

## Formazione
- Piero Pelù - voce, chitarra ritmica
- Ghigo Renzulli - chitarra solista
- Franco Li Causi - basso
- Luca Martelli - batteria

### Altri Musicisti
- Antonio Aiazzi - tastiere, pianoforte (traccia 3, 7), mellotron (traccia 7)
- Federico Sagona - tastiere (tracce 2, 3)
- Fabrizio Simoncioni - tastiere (tracce 1, 4, 8, 9), celesta (traccia 7)
- Gianluca Venier - tastiere (tracce 6, 7, 9), synth (tracce 2 e 5)
- Nicolò Fragile -  tastiere (traccia 1), piano elettrico (traccia 2), Hammond (traccia 8)

## Classifiche

### Classifiche settimanali
| Classifica (2016) | Posizione massima |
| ----------------- | ----------------- |
| Italia            | 3                 |
| Italia (vinili)   | 1                 |
| Svizzera          | 52                |

### Classifiche di fine anno
| Classifica (2016) | Posizione |
| ----------------- | --------- |
| Italia            | 40        |